# Ясная Поляна (Чечерский район)
Ясная Поляна (бел. Ясная Паляна) — упразднённый посёлок в Ровковичском сельсовете Чечерском районе Гомельской области Белоруссии.
В результате катастрофы на Чернобыльской АЭС и радиационного загрязнения жители (9 семей) в 1992 году переселены в чистые места.
На юге граничит с лесом.

## География

### Расположение
В 18 км на юго-запад от Чечерска, 26 км от железнодорожной станции Буда-Кошелёвская (на линии Гомель — Жлобин), 54 км от Гомеля.

## Транспортная сеть
Транспортные связи по просёлочной дороге, затем по шоссе Довск — Гомель.
Деревянные крестьянские усадьбы стоящие вдоль деревенской дороги.

## История
Основан в начале XX века переселенцами из соседних деревень. В 1926 году работал почтовый пункт, в Дудичском сельсовете Чечерского района Гомельского округа. В 1931 году организован колхоз. 15 жителей погибли на фронтах Великой Отечественной войны. Согласно переписи 1959 года входил в состав колхоза имени А. А. Жданова (центр — деревня Холочье).

## Население

### Численность
- 1992 год — жители (9 семей) переселены.

### Динамика
- 1926 год — 12 дворов, 60 жителей.
- 1959 год — 47 жителей (согласно переписи).
- 1992 год — жители (9 семей) переселены.